# Le Jour de l'aigle
Le Jour de l'aigle est le second tome de la série pour jeunesse écrite par Robert Muchamore, Henderson's Boys. Il est sorti le 1er septembre 2010 en France, en Belgique et en Suisse.

## Résumé et intrigue
L'histoire se déroule du 15 juin 1940 au 1er octobre 1940, alors que le groupe d'adolescents mené par l'espion britannique Charles Henderson tente vainement de fuir la France occupée. Malgré leur situation précaire face aux nazis, ils se voient confier une mission d'une importance capitale par les renseignements britanniques : réduire à néant les projets allemands d'invasion de la Grande-Bretagne. L'avenir du monde libre est entre leurs mains…